# 仲宗根豐見親
仲宗根豐見親（生卒年不詳）是琉球國第二尚氏王朝時期宮古島平良地區的一位豪族，約活躍於15世紀末至16世紀初。他是琉球士族忠導氏的始祖。根據《忠導氏家譜》記載，其名乘為玄雅，童名為空廣。「豐見親」意思是「高貴的王子」，是宮古島酋長的稱號，地位相當於沖繩本島的親方。
最早，宮古島分為兩個勢力，一個是與那霸勢頭豐見親（又名與那霸原）的勢力，另一個是目黑盛豐見親的勢力。1390年，目黑盛豐見親擊敗與那霸勢頭豐見親，統一了宮古島。與那霸勢頭豐見親向中山王國朝貢，以求其支持。中山王察度任命與那霸勢頭豐見親為宮古島的地頭之職，於是與那霸勢頭豐見親成功鞏固了自己在島上的勢力。後來，與那霸勢頭豐見親之孫大里大殿惠幹以目黑盛一族為養子，此養子就是仲宗根豐見親。由於大里大殿惠幹早逝，仲宗根豐見親繼任其職。並於1474年入朝首里，拜謁尚圓王，使其承認了自己對宮古島的支配權。同時擊退了石垣島遠彌計赤蜂的進攻。
當時，琉球王府的勢力尚未控制宮古和八重山地區，但兩個地區的首領都向琉球王府朝貢。1500年，遠彌計赤蜂據守石垣島，拒絕向琉球王府朝貢，史稱遠彌計赤蜂之亂。仲宗根豐見親與遠彌計赤蜂有仇，因此向尚真王報告遠彌計赤蜂圖謀不軌。尚真王派遣大里親方等九人率3000人攻打石垣島，以仲宗根豐見親為鄉導，攻滅了遠彌計赤蜂勢力。仲宗根豐見親向尚真王投降，尚真王任命他為宮古、八重山的頭職（相當於總督）。
此後，仲宗根豐見親又於1522年為尚真王平定了與那國島的鬼虎之亂，殺死了鬼虎，並將其寶刀治金丸獻給了尚真王。
仲宗根豐見親在職期間，確立了宮古地方的行政機構「藏元」；同時對道路進行整備，建立了石橋下地橋道。漲水御嶽也是在這段時期內建立的。死後，葬於今平良市漲水海岸附近。
仲宗根豐見親的次子祭金擔任八重山守護職，1504年死後，第三子知利真良豐見親繼任其職。在1879年琉球王國滅亡的時候，仲宗根豐見親的子孫忠導氏、知利真良豐見親的子孫宮金氏、與那霸勢頭豐見親的子孫白川氏，三個士族佔據了宮古島上的大部分官職。而仲宗根豐見親本人也被後世的宮古島人當作成功抵禦入侵和毀滅的英雄來崇拜。